# Oberkirche
La chiesa di Nostra Signora della Montagna ovvero Oberkirche è una chiesa evangelica sita a Bad Frankenhausen in Turingia (Germania).
La torre della chiesa ha un'inclinazione di 4,76°, per cui risulta più inclinata della torre di Pisa.
La chiesa in stile gotico risale al 1382. Era stata costruita su delle fondamenta romaniche. In origine cattolica diventa dal 1530 chiesa protestante.